# 캐릭퍼거스

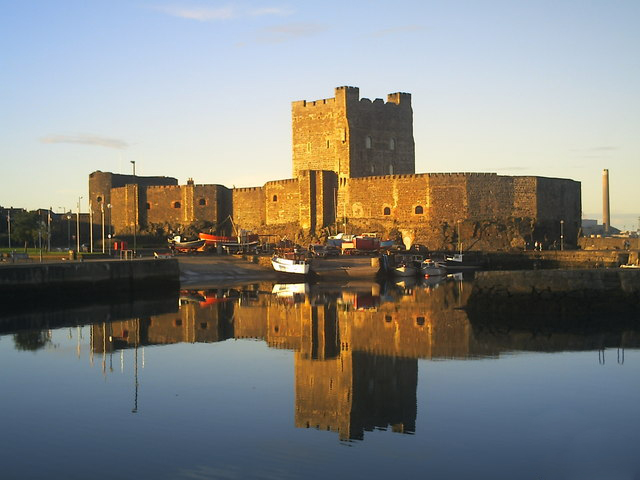
캐릭퍼거스

캐릭퍼거스(영어: Carrickfergus, 아일랜드어: Carraig Ḟearġais)는 북아일랜드 앤트림주의 도시로 인구는 27,903명(2011년 기준)이다. 벨파스트에서 북쪽으로 18km 정도 떨어진 곳에 위치한다.